# گئورگ ناجاریان
گئورگ آرسنی ناجاریان (ارمنی: Գևորգ Արսենի Նաջարյան؛ زادهٔ ۶ ژانویهٔ ۱۹۹۸ در ایروان) بازیکن فوتبال در پست هافبک اهل ارمنستان-قزاقستان است.

## باشگاهی
از باشگاه‌هایی که در آن بازی کرده‌است می‌توان به آستانه و شاختار قراغندی اشاره کرد.
| باشگاه                | فصل           | لیگ           | لیگ    | لیگ  | جام حذفی | جام حذفی | قاره‌ای | قاره‌ای | سایر   | سایر | مجموعاً | مجموعاً |
| باشگاه                | فصل           | دسته          | بازی‌ها | گل‌ها | بازی‌ها   | گل‌ها     | بازی‌ها | گل‌ها   | بازی‌ها | گل‌ها | بازی‌ها | گل‌ها   |
| --------------------- | ------------- | ------------- | ------ | ---- | -------- | -------- | ------ | ------ | ------ | ---- | ------ | ------ |
| شاختار قراغندی        | ۲۰۱۵          | لیگ برتر      | ۸      | ۱    | ۱        | ۰        | –      | –      | –      | –    | ۹      | ۱      |
| آستانه                | ۲۰۱۶          | لیگ برتر      | ۱      | ۰    | ۴        | ۰        | ۲      | ۰      | ۰      | ۰    | ۷      | ۰      |
| آستانه                | ۲۰۱۷          | لیگ برتر      | ۱      | ۰    | ۱        | ۰        | ۰      | ۰      | ۰      | ۰    | ۲      | ۰      |
| آستانه                | مجموع         | مجموع         | ۲      | ۰    | ۵        | ۰        | ۲      | ۰      | ۰      | ۰    | ۹      | ۰      |
| شاختار قراغندی (قرضی) | ۲۰۱۷          | لیگ برتر      | ۹      | ۰    | ۰        | ۰        | –      | –      | –      | –    | ۹      | ۰      |
| شاختار قراغندی        | ۲۰۱۸          | لیگ برتر      | ۲۵     | ۲    | ۳        | ۰        | –      | –      | –      | –    | ۲۸     | ۲      |
| مجموع باشگاهی         | مجموع باشگاهی | مجموع باشگاهی | ۴۴     | ۳    | ۹        | ۰        | ۲      | ۰      | ۰      | ۰    | ۵۵     | ۳      |

## تیم ملی
وی همچنین در تیم‌های ملی فوتبال زیر ۱۷ سال
و در تاریخ ۱۷ دسامبر ۲۰۱۶ در زیر ۱۹ سال و بزرگسالان قزاقستان بازی کرده‌است. ناجاریان نخستین بازی ملی خویش را که یک بازی دوستانه بود در ۲۱ فوریه ۲۰۱۹ در مقابل مولداوی انجام داده‌است.

## افتخارات

### باشگاهی
- آستانه
  - لیگ برتر فوتبال قزاقستان (۱): ۲۰۱۶
  - جام حذفی فوتبال قزاقستان (۱): ۲۰۱۶